# 니혼다이라

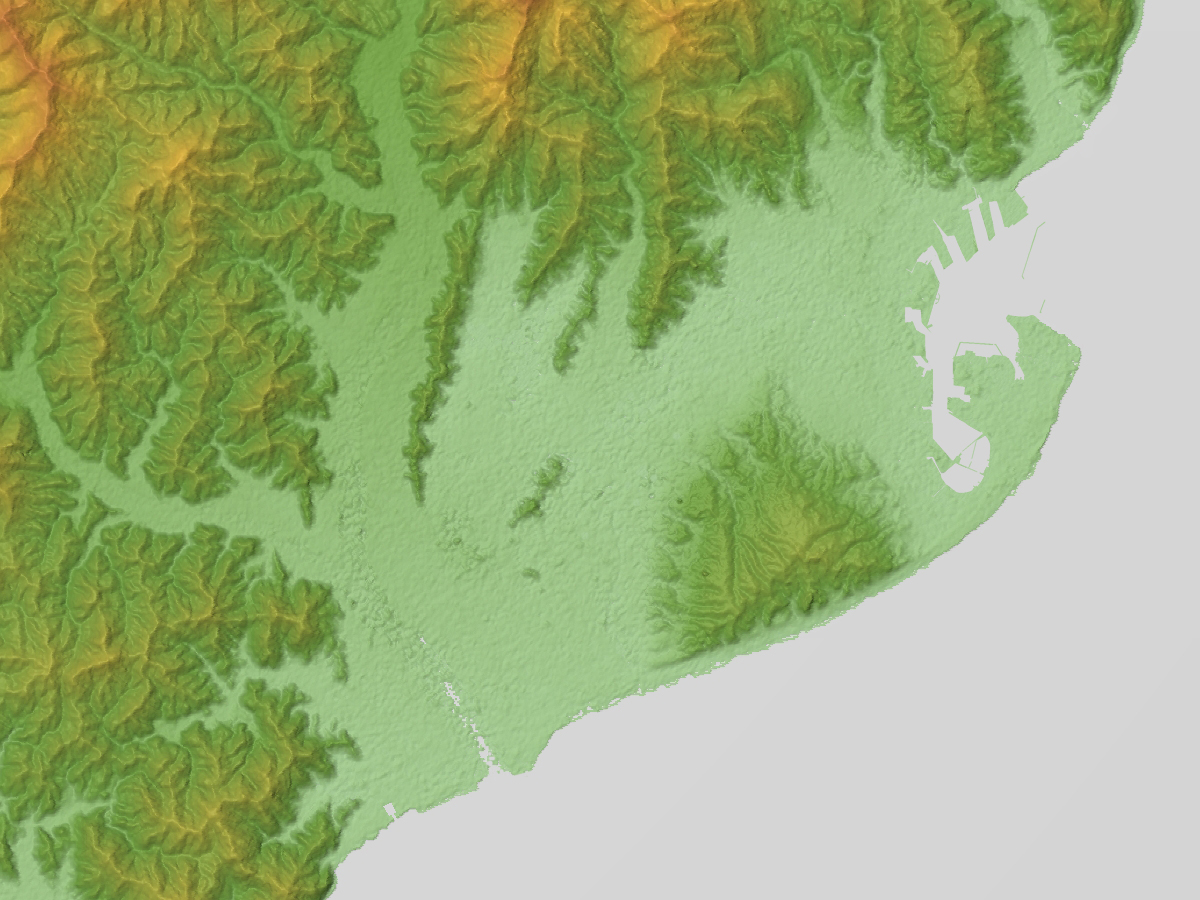

니혼다이라(일본어: 日本平)는 시즈오카현 시즈오카시 스루가구와 시미즈구의 경계에 소재한 구릉지, 경승지다. 야마토 타케루노 미코토의 전설에서 명칭이 유래했다.
니혼다이라는 스루가만 연안의 우도산(일본어: 有度山 우도야마[*]) 정상과 그 일대를 말하는 것이다. 전체적으로 평탄한 시즈오카 해안에서 유일하게 도드라진 고지대로, 정상에 올라가면 스루가만 너머로 후지산과 이즈반도가 보이고, 북쪽으로는 남알프스도 보인다. 아래로는 시미즈구와 시미즈항 전체가 내려다보여 야경의 명소이기도 하다. 1950년(쇼와 25년) 『마이니치신문』이 주최한 관광지 100선에서 평원부문 1위를 차지했고, 1959년(쇼와 34년)에는 나라의 명승으로 지정되었다. 1980년(쇼와 55년) 일본 관광지 100선 콩쿠르에서도 1위를 차지했다. 2016년(헤이세이 28년)에는 일본야경유산으로 선정되었다.
최고지점인 우도산 정상의 표고는 해발 307 미터다. 산허리에는 활엽수가 많고, 차밭과 귤밭이 펼쳐져 있다. 우도산을 중심으로 한 구릉은 요곡융기에 의해 생겨난 것으로, 지난 10만 년에 걸쳐 300 미터나 융기했다. 이는 지질학적으로 젊은 일본에서도 손에 꼽힐 만큼 심한 지각변동이다. 구릉의 바다 쪽은 가파른 지형을 이루고 있는데, 파도나 연안류에 침식되었기 때문이다. 니혼다이라에서 침식된 토사는 연안류를 타고 바로 옆의 미호반도를 형성했다. 구릉 서쪽에서 북쪽에 걸쳐서는 활성단층이 지나가고 있다. 우도산의 명칭은 스루가국 우도군(有度郡)에서 유래했다.